# Język buyang
Język buyang – język z rodziny dajskiej, używany przez lud Buyang w Chinach (Junnan i Kuangsi) oraz północnym Wietnamie i Laosie .
Wykazuje wpływy leksykalne języków zhuang i chińskiego, z którymi przeszedł długookresową historię kontaktu. Został wręcz w dużej mierze wyparty przez zhuang.
Istnieją dwie grupy dialektów: wschodnia (funing i napo) i zachodnia (guangnan). 
Dane z języka buyang zostały wykorzystane w hipotezie austrotajskiej, która zakłada pokrewieństwo języków austronezyjskich i dajskich. Buyang zachował bowiem szereg dwusylabowych rdzeni wyrazowych, które dają się powiązać z formami austronezyjskimi (np. /matɛ́/ „umrzeć” = *matay, /matá/ „oko” = *mata, /qaðù/ „głowa” = *quluh, /maðû/ „osiem” = *walu). Według tej propozycji podobieństwa pomiędzy rodzinami wynikają z ich związku genealogicznego, choć sugerowano również możliwość wczesnego kontaktu .